# Kim McCraw
Kim McCraw, née en 1968 ou 1969, est une productrice de films associée à Luc Déry dans la compagnie de production montréalaise micro_scope.

## Biographie
Après des études universitaires en communication et en histoire de l’art, Kim McCraw entame une carrière en cinéma et en télévision d’abord comme assistante à la réalisation, puis comme directrice de production. C'est en 2004 qu'elle se joint à l’équipe de micro_scope en tant que productrice, et devient par la suite coactionnaire. Depuis, elle a produit 21 longs métrages qui se sont démarqués sur la scène internationale en étant sélectionnés et récompensés dans des festivals d’envergure.
Les films Incendies (2010) et Monsieur Lazhar (2011) ont tous les deux remportés le prix Génie pour le meilleur film canadien, et les deux ont été nommés pour l'Oscar du meilleur film en langue étrangère.
En 2022, le film Les Oiseaux ivres qu'elle a coproduit avec Luc Déry se mérite dix prix Iris lors du 24e gala Québec Cinéma dont celui du meilleur film, en plus sept autres nominations.

## Filmographie
Sa filmographie inclut :
- 2005 : Familia (film, 2005)
- 2006 : Congorama
- 2007 : Continental, un film sans fusil
- 2008 : C'est pas moi, je le jure!
- 2010 : Incendies
- 2011 : Monsieur Lazhar
- 2011 : En terrains connus
- 2012 : Inch'Allah (film, 2012)
- 2013 : Ennemi
- 2014 : Tu dors Nicole
- 2015 : Guibord s'en va-t-en guerre
- 2017 : Allure
- 2018 : À tous ceux qui ne me lisent pas
- 2020 : Mon année Salinger (My Salinger Year)
- 2021 : Les Oiseaux ivres de Ivan Grbovic (en)
- 2022 : Viking de Stéphane Lafleur